# Préhistoire de l'Anatolie
La préhistoire de l'Anatolie s'étend des premiers peuplements humains de l'Anatolie, il y a environ 1,5 million d'années, jusqu'à l'apparition de l'écriture dans la région, au cours du IIe millénaire av. J.-C.. L'Anatolie est ici comprise au sens politique moderne, couvrant l'ensemble de la partie asiatique de la Turquie actuelle, depuis la mer Égée jusqu'à l'Irak et l'Iran.
La période préhistorique est très inégalement documentée selon les périodes et les régions considérées, les archéologues s'étant longtemps focalisés en Anatolie sur les seules périodes antique et néolithique. Il faut attendre les travaux de James Mellaart et Robert John Braidwood pour montrer l'importance du peuplement ancien de ces régions. Néanmoins, jusqu'aux années 2000, l'Anatolie accusait un retard très important dans la recherche préhistorique par rapport aux régions voisines.

## Paléolithique

### Paléolithique inférieur
La présence humaine la plus ancienne connue à ce jour en Anatolie remonte au Pléistocène inférieur, dans l'ouest de la région. Des fragments de calotte crânienne attribués à Homo erectus ont été découverts en 2002 à Kocabaş, près de Denizli, dans la vallée du Büyük Menderes. Ce fossile de l'Homme de Kocabaş est daté entre 1,6 et 1,2 million d'années.
D'autres sites du Pléistocène inférieur ont été mis au jour en Anatolie. Ainsi, un éclat, supposé taillé par un humain, a été découvert dans le lit du fleuve Gediz, à environ 150 km à l'est d'Izmir, dans  un niveau daté entre 1,24 et 1,17 million d'années.
Jusqu'à présent, seul le site de Kaletepe Deresi 3, dans le sud de la Cappadoce, a fait l'objet d'une fouille archéologique. Il a livré des niveaux en place de l'Acheuléen, caractérisés notamment par la présence d'un biface en obsidienne. Toutefois, la datation précise de ces niveaux demeure inconnue.
Outre ces sites, des découvertes sporadiques d'outils en pierre taillée confirment le peuplement de l'Anatolie à cette époque. Un site de plein air a, par exemple, été découvert à Bozyer, en Lydie centrale, et deux hachereaux ont été recueillis en surface à Urla et Narlıdere, dans la province d'Izmir. Il existe en outre une série de sites encore mal caractérisés attribués à l'Acheuléen, par exemple le site de Kömürburnu au bord de la mer Égée, à l'ouest d'Izmir, où des bifaces auraient été découverts.

### Paléolithique moyen
L'occupation de l'Anatolie au Paléolithique moyen, à partir de 350 000 ans environ, est nettement mieux documentée que celle de la période précédente. Cependant, les sites ayant fait l'objet de fouilles archéologiques sont rares. Kaletepe Deresi 3 est également pour cette période le seul site de plein air fouillé.
Il existe en outre de rares sites en grotte. Celle de Karain (en) dans la région d'Antalya a livré quelques éléments en roche taillée datés autour de 39 630 avant le présent (AP), c'est-à-dire à la fin de cette période.
De nombreuses occupations de surface sont connues dans différentes régions, par exemple près de Keçiçayırı,, dans la zone d'Ağaclı sur les rives sud-ouest de la mer Noire ou encore sur l'île de Gökçeada.
L'ensemble de ces sites se caractérise par la présence de pointes, d'éclats et de nucléus Levallois.

### Paléolithique supérieur

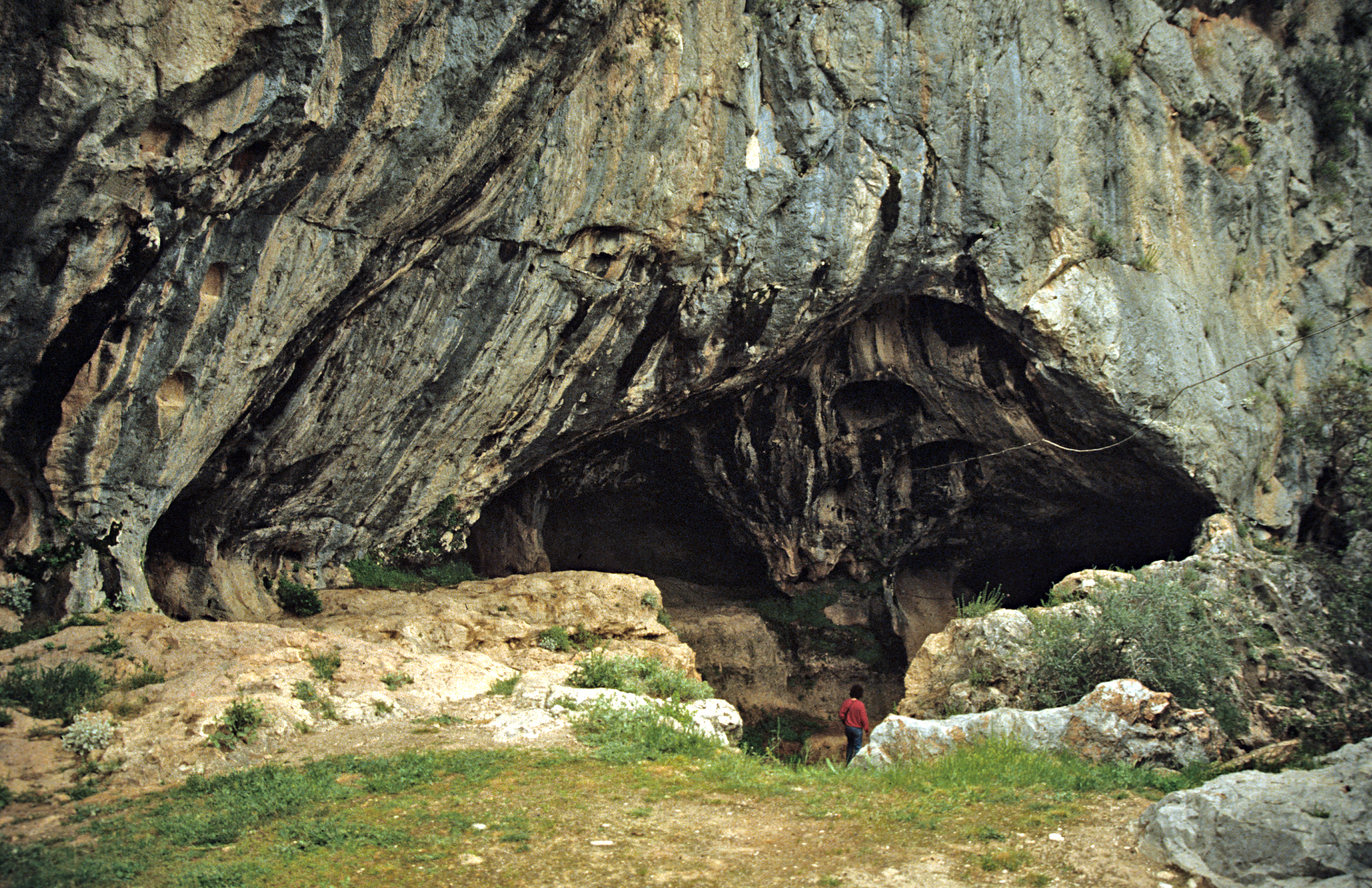
Entrée de la

Le passage entre le Paléolithique moyen et le Paléolithique supérieur est encore très mal documenté. Cela s'explique en partie par la faible accumulation naturelle de sédiments durant le stade isotopique 3 (SIO 3) pour des raisons climatiques entre le Taurus et le Caucase. Les sites archéologiques de cette période ont donc laissé très peu de traces. Ainsi, dans la grotte de Karain (en), il y a un hiatus entre les derniers niveaux du Paléolithique moyen et les plus anciens niveaux du Paléolithique supérieur datés entre 31 280 et 28 100 AP. Une autre explication possible à ce manque de données est la persistance de conditions climatiques froides et arides sur la majeure partie de l'Anatolie, rendant ces régions inhospitalières. Enfin, il est probable que de nombreux sites côtiers sur les rivages de la Méditerranée aient été recouverts par la remontée des eaux après la dernière glaciation,. Notre image du peuplement de ces régions est donc tronquée. En conséquence, les sites du Paléolithique supérieur demeurent relativement peu nombreux et rares sont ceux ayant fait l'objet de fouilles archéologiques.
Nos connaissances sur cette période se limitent aux zones côtières de la mer Noire, au Hatay et à la région d'Antalya.
Dans cette dernière, le début du Paléolithique supérieur de la grotte de Karain (en) se caractériserait par une occupation aurignacienne. D'autres sites de la même région, fouillés anciennement, sont peut-être contemporains, comme la grotte Direkli à Kahramanmaraş qui fait l'objet de nouvelles recherches depuis les années 2000. Les grottes de Beldibi et Belbaşı (en) situées dans la même zone et fouillées anciennement auraient aussi livré des niveaux supposés de la même période, mais cette hypothèse n'a jusqu'à présent pas été confirmée.
La Grotte d'Üçağızlı (de) dans l'Hatay, a livré des niveaux Paléolithique supérieur qui indiquent une proximité culturelle très forte avec les sites du Levant, à quelques dizaines de kilomètres plus au sud. Ainsi, le niveau attribué au Paléolithique supérieur initial est caractérisé par la présence de quelques éclats Levallois de tradition Paléolithique moyen. Dans cette grotte, les éléments de parure sont nombreux, notamment les coquillages.
Dans les niveaux suivants, datés entre 33 000 et 28 000 AP, le mobilier recueilli témoigne d'affinités avec l'Ahmarien et les outils en os et les coquillages travaillés sont assez fréquents. On trouve également quelques molaires humaines. Les grottes voisines présentent aussi une occupation du Paléolithique supérieur, avec des niveaux aurignaciens dans celle de Merdivenli.
La présence d'une occupation du Paléolithique supérieur est également attestée par des preuves plus disparates, notamment des ramassages de surface d'outils en roche taillée supposés attribués à cette période, dans différentes régions d'Anatolie, par exemple sur le littoral de la mer Noire dans la région de Marmara avec les sites de Sarısu, Kefken et Domalı côté asiatique et Ağaclı, Domuzdere et Gümüşdere sur le côté européen. Il est possible de trouver également des occupations supposées de cette période dans le sud-est de l'Anatolie.
À Kula, dans la région de Manisa, des traces de pas humains datés de la fin du Pléistocène, donc contemporains du Paléolithique supérieur, ont été identifiés. Il existe en outre des informations indirectes de la fréquentation de l'Anatolie durant cette période. Il est possible de trouver par exemple de l'obsidienne  issue des gisements cappadociens du Göllüdağ dans l'abri sous roche de Yabroud II en Syrie dans un niveau daté entre 40 000 et 30 000 AP.
La fin du Paléolithique supérieur en Anatolie est située vers 19 500 AP. Les cultures de cette période sont très différentes des cultures solutréenne et magdalénienne qui caractérisent une partie de l'Europe de l'Ouest.

### Épipaléolithique
La période suivante de la Préhistoire anatolienne, qui débute autour de 19 500 AP, est appelée Épipaléolithique. La fin de cette phase couvre l'essentiel de la première phase de l'Early Central Anatolia I, période qui débute dès 12 000 av. J.-C. .
Les sites de cette phase étaient pour certains déjà occupés durant la période précédente, comme la grotte de Karain, les autres sont souvent des sites en grotte situés toujours dans les mêmes régions, notamment la zone d'Antalya. Ainsi, la Grotte d'Öküzini (de) est le site le plus important de cette période. Dans les couches épipaléolithiques, des outils microlithiques non géométriques et des lamelles à dos ont été découverts et ont permis de caractériser plus précisément l'outillage en roche taillée de cette phase chronologique. Le site a également livré des outils en os, dont des aiguilles à chas, des bois de cervidé tronqués, des poinçons, des éléments de parure (perles en dentalium et autres coquillages marins). Des sites supposés épipaléolithiques sont documentés dans de nombreuses régions, par exemple sur les rivages de la mer Noire,. Il s'agit là encore de sites caractérisés par des outils en roche taillée découverts en surface. Malheureusement, l'absence d'outils caractéristiques et l'absence de datation directe ou indirecte de ces vestiges ne permet pas de confirmer leur attribution chronologique. Les groupes humains de cette période vivaient exclusivement de chasse, de cueillette et de pêche. Les échanges avec d'autres régions sont documentés par la circulation de l'obsidienne de Cappadoce vers le Levant et Chypre,.

## Néolithique

### Néolithique précéramique
Le Néolithique précéramique correspond à deux périodes, le PPNA et le PPNB, qui se développent entre 10 040 av. J.-C. et 6 940 av. J.-C. qui caractérisent essentiellement le Levant - et selon certains auteurs - une partie du sud de l'Anatolie. Durant la même période, l'Anatolie centrale se caractérise, quant à elle, par la fin de l'Early Central Anatolia I qui se prolonge jusqu'à 9 000 av. J.-C., et la majeure partie de l'Early Central Anatolia II.
Cette phase marque la sédentarisation des groupes de chasseurs-cueilleurs et les débuts de la domestication des plantes et des animaux. Comme son nom l'indique, le Néolithique précéramique se caractérise par l'absence de poterie dans les sites archéologiques. En Anatolie, les différences sont cependant très marquées selon les régions considérées, à la fois par la qualité et l'abondance de la documentation disponible, mais surtout par les processus d'évolution qui sont perceptibles à travers les données archéologiques. Les analyses génétiques suggèrent que les migrations humaines ont joué un rôle limité dans l'émergence de l'agriculture en Anatolie centrale, une continuité génétique élevée étant observée entre les chasseurs-cueilleurs et les premiers agriculteurs de la région. Elles montrent toutefois que la population du Néolithique pré-céramique de cette région est issue d'un mélange génétique entre la population chasseur-cueilleur locale et une population du nord de la Mésopotamie.

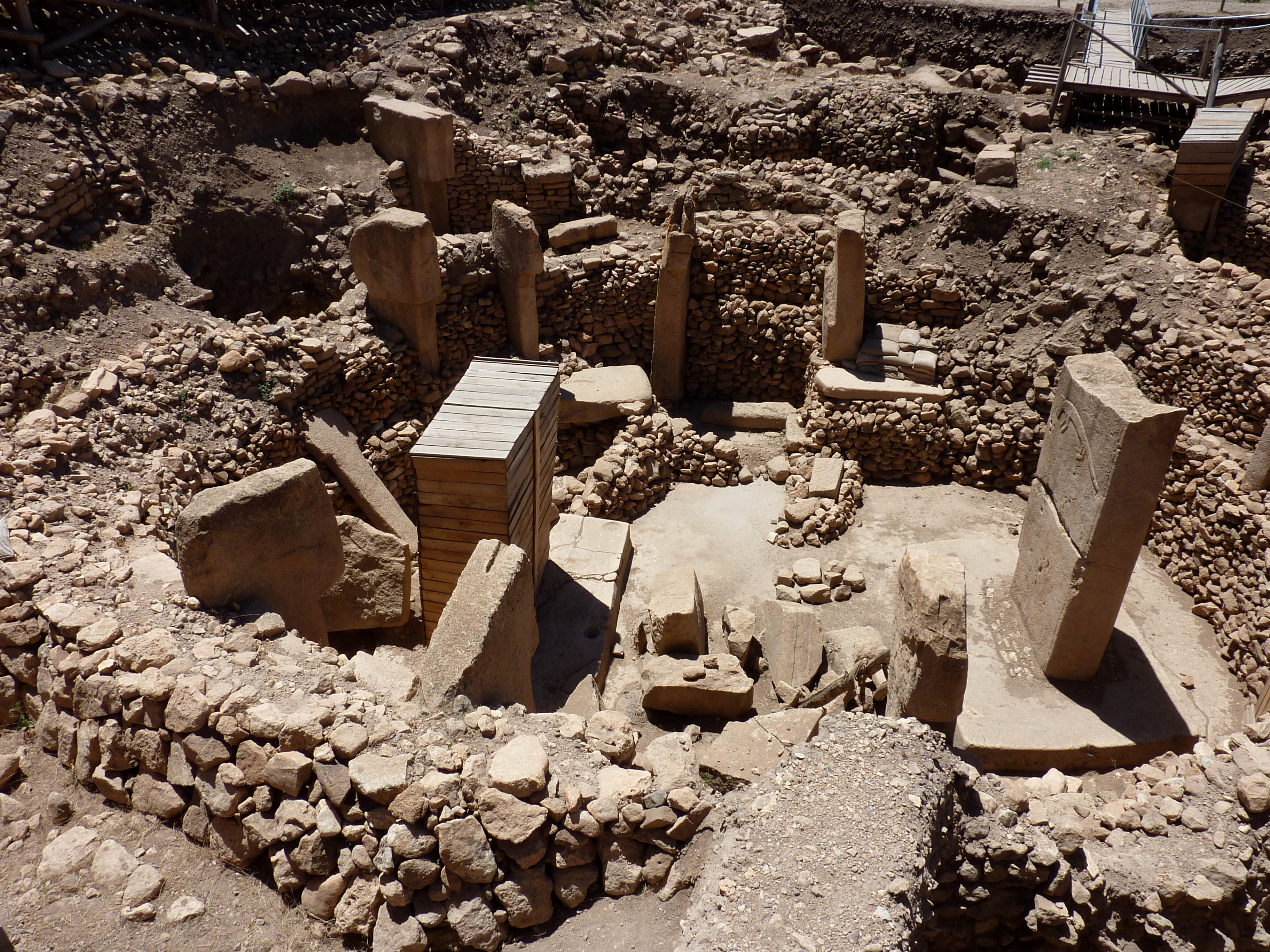
Un des enclos de Göbekli Tepe

C'est dans le sud que l'on voit se développer au moins dès le Xe millénaire av. J.-C. des sites de chasseurs-cueilleurs de grandes dimensions, comparables à ceux du Levant. Il s'agit de villages peuplés de groupes au moins en partie sédentaires.
L'architecture des maisons est déjà développée avec des fondations en pierre et des sols soigneusement réalisés. Une architecture mégalithique caractérise certains sites dont le plus connu et le mieux documenté est Göbekli Tepe (un site voisin semblable est en cours de fouilles à Karahan Tepe),. Ce site présente de vastes enclos constitués de piliers en pierre dont beaucoup sont gravés de figures d'animaux.
Les productions matérielles de ces groupes sont également de grande qualité, avec des vases en pierre très décorés, des éléments de parure, du matériel de mouture, par exemple à Körtik Tepe. L'outillage en os est diversifié et se caractérise notamment par des objets ornés de décors géométriques et de décors animaliers. L'outillage en roche taillée se distingue par la présence de pointes de flèche de morphologies variées réalisées dans des différentes roches, notamment l'obsidienne, qui témoignent d'échanges parfois à longue distance. Ces communautés vivent encore exclusivement de chasse et de cueillette et exploitent les très riches ressources de leur environnement. Durant la même période, les rares données que l'on possède pour les autres régions de l'Anatolie indiquent la présence de communautés de chasseurs-cueilleurs aux productions matérielles beaucoup moins développées.
Le site nouvellement découvert de Sayburç (tr) (Şanlıurfa), le confirme.

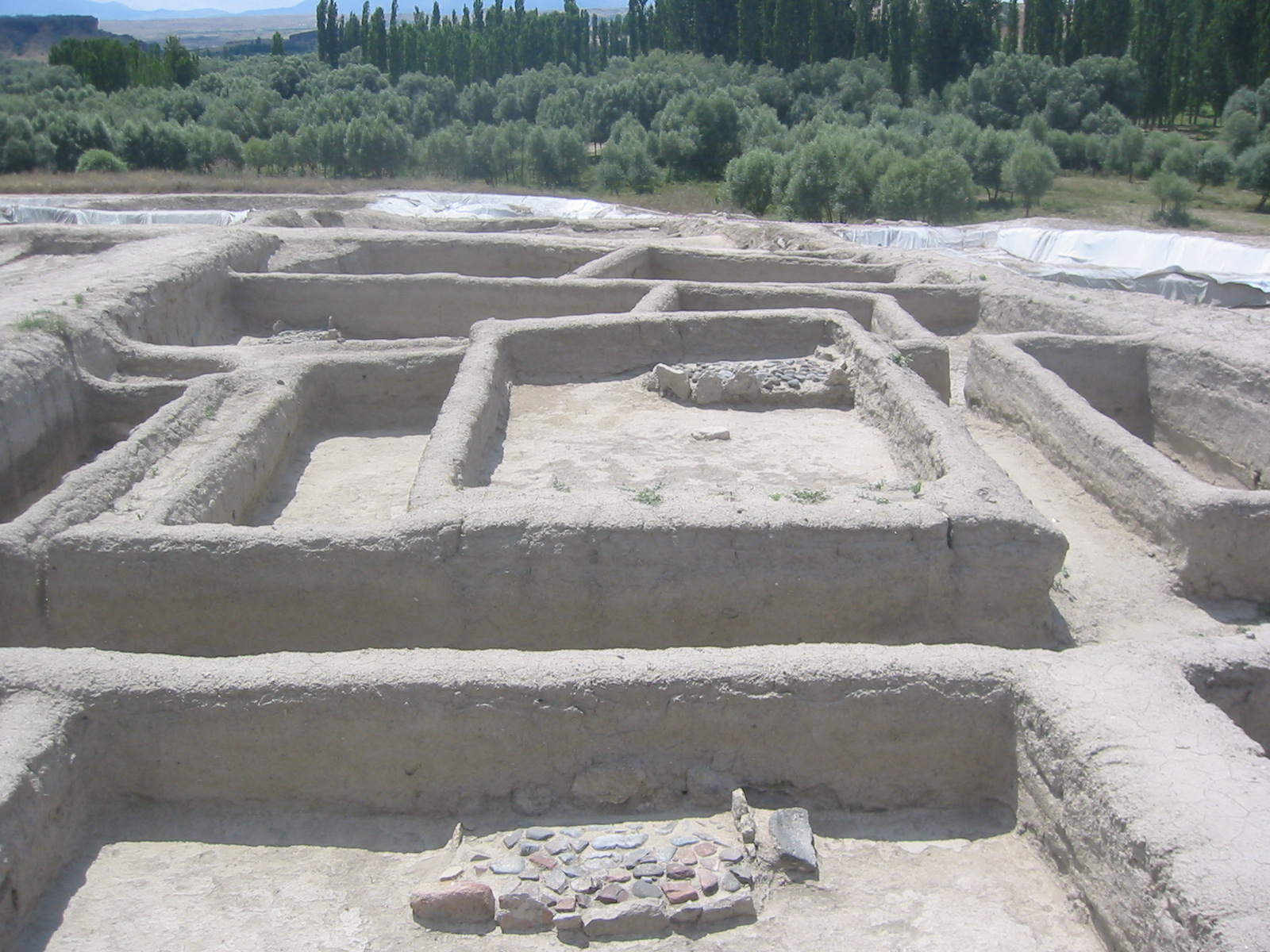
Aşıklı Höyük, vue générale des fouilles

Au IXe millénaire av. J.-C., les premières preuves indiscutables d'agriculture et d'élevage apparaissent dans les sites du sud-est de l'Anatolie. En premier lieu, ce sont les chèvres, les moutons, les bovins et les porcs qui sont domestiqués dans le nord de la Syrie, l'ouest de l'Iran et le sud-est de l'Anatolie. Les céréales et les légumineuses domestiques apparaissent un peu plus tard, peut-être en lien avec l'arrivée d'agriculteurs venus de Syrie et du Levant. L'architecture évolue, par exemple à Göbekli Tepe mais aussi à Nevalı Çori, les piliers mégalithiques disparaissent et ne subsistent que de rares piliers de dimensions moindres.
Ailleurs en Anatolie, les communautés vivent toujours exclusivement de chasse et de cueillette, mais une évolution est perceptible au moins en Cappadoce avec le développement d'Aşıklı Höyük, mégasite caractérisé par une architecture dite agglomérée, c'est-à-dire avec des maisons accolées les unes aux autres. Près des gisements d'obsidienne, à 15 km seulement de ce site, l'atelier de Kaletepe se développe et produit des lames de très grande qualité technique destinées exclusivement aux régions situées au sud de l'Anatolie, jusqu'à Chypre.
Dans la plaine de Konya, le site de Boncuklu est également fondé à cette période. Cette évolution concerne peut-être aussi dans une moindre mesure l'ouest de l'Anatolie, avec le site de Girmeler près de Fethiye, caractérisé entre autres par la présence de maisons au sol soigneusement préparé et par la présence de productions matérielles diversifiées.

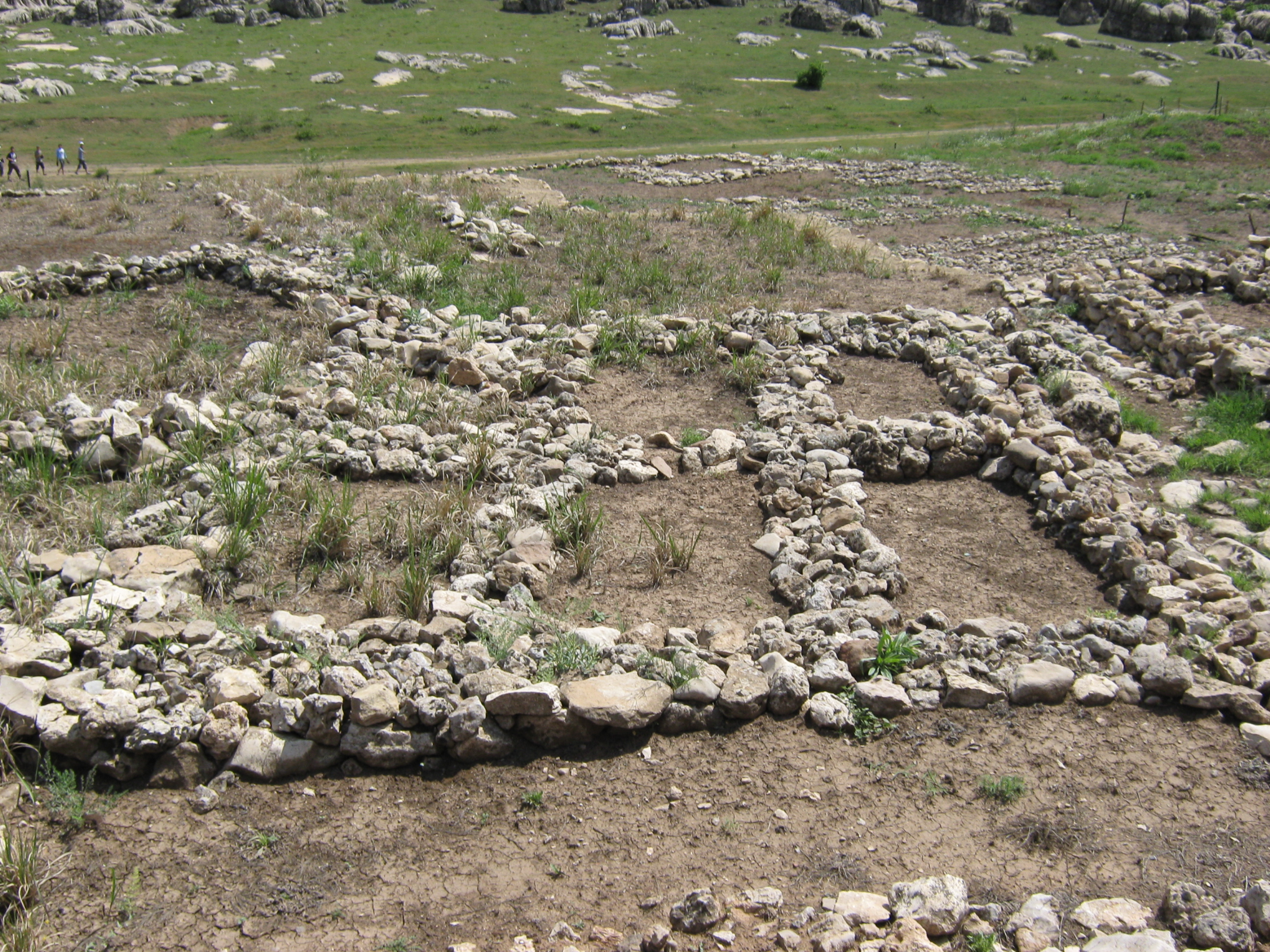
Çayönü, fondations d'une maison

Au VIIIe millénaire av. J.-C., les mégasites se développent et évoluent dans le sud-est de l'Anatolie, avec notamment Çayönü, caractérisé par différentes phases architecturales, des productions matérielles de grande qualité, notamment dans l'outillage en roche taillée en obsidienne. L'agriculture et l'élevage se généralisent.
Dans la plaine de Konya, le site de Çatal Höyük est fondé au moins dès 7560 av. J.-C. et très rapidement sa population atteint plusieurs milliers d'individus,. Son architecture est comparable à celle d'Aşıklı Höyük qui, lui, est délaissé au profit du site voisin de Musular, beaucoup moins étendu. À Çatal Höyük, l'agriculture est pratiquée, l'élevage des chèvres et des moutons est attestée, mais aucun bovin domestique n'est présent alors que les aurochs sont chassés. Le village se caractérise par des productions matérielles abondantes et variées (outillage, figurines, mais aussi peintures murales). La poterie fait son apparition puis se généralise dans les sites du sud-est de l'Anatolie dès la seconde moitié du VIIIe millénaire av. J.-C., puis à la transition entre le VIII et le VIIe millénaire av. J.-C. à Çatal Höyük. Au-delà de ces régions, nous n'avons quasiment aucune information disponible, seuls quelques sites de supposés chasseurs-cueilleurs sont attribués à cette période sur la seule base de l'outillage en roche taillée et de l'absence de céramique. L'absence de datation absolue et l'absence de type d'outils caractéristiques clairement associés à cette phase rendent cependant leur attribution assez douteuse. Cependant, le développement des recherches devraient permettre de compléter la documentation puisque les premières études montrent la présence d'une occupation humaine à ces périodes y compris dans des régions dans lesquelles on ne la soupçonnait pas, par exemple en haute-montagne dans le nord du Taurus.
Malgré l’absence de frontières géographiques majeures entre l’Anatolie centrale et l’Anatolie occidentale, il n’y a cependant pas eu de développement néolithique visible en Anatolie occidentale entre 9000 et 7000 av. J.-C., à l’exception de quelques preuves de contacts interrégionaux modestes attestés par des outils en pierre Les résultats de paléogénétique indiquent que la néolithisation de l'Anatolie occidentale au VIIe millénaire avant notre ère a été un processus à multiples facettes, caractérisé par l'assimilation des pratiques néolithiques par des groupes autochtones et l'afflux de populations venues de l'est, leurs descendants mélangés finissant par poser les fondations de l'Europe du Sud-Est néolithique.
Ce n’est qu’après 7000 av. J.-C. que des villages entièrement sédentaires commencent à apparaître en Anatolie occidentale. Vers 6500 av. J.-C., ceux-ci portaient l’ensemble du « package néolithique » de bâtiments habités en permanence, d’agriculture, d’animaux domestiques, de poterie et d’éléments rituels spécifiques qui se sont finalement dispersés en Europe.

### Néolithique à céramique
Le Néolithique à céramique qui débute autour de 6800 av. J.-C. et correspond globalement au début de l'Early Central Anatolia III, ne marque aucune rupture nette avec le Néolithique précéramique en Anatolie. Çatal Höyük atteint son apogée démographique et concentre visiblement l'essentiel de la population de la plaine de Konya. Le début de la période est encore très mal documenté dans la plupart des autres régions, en dehors du sud-est de l'Anatolie.

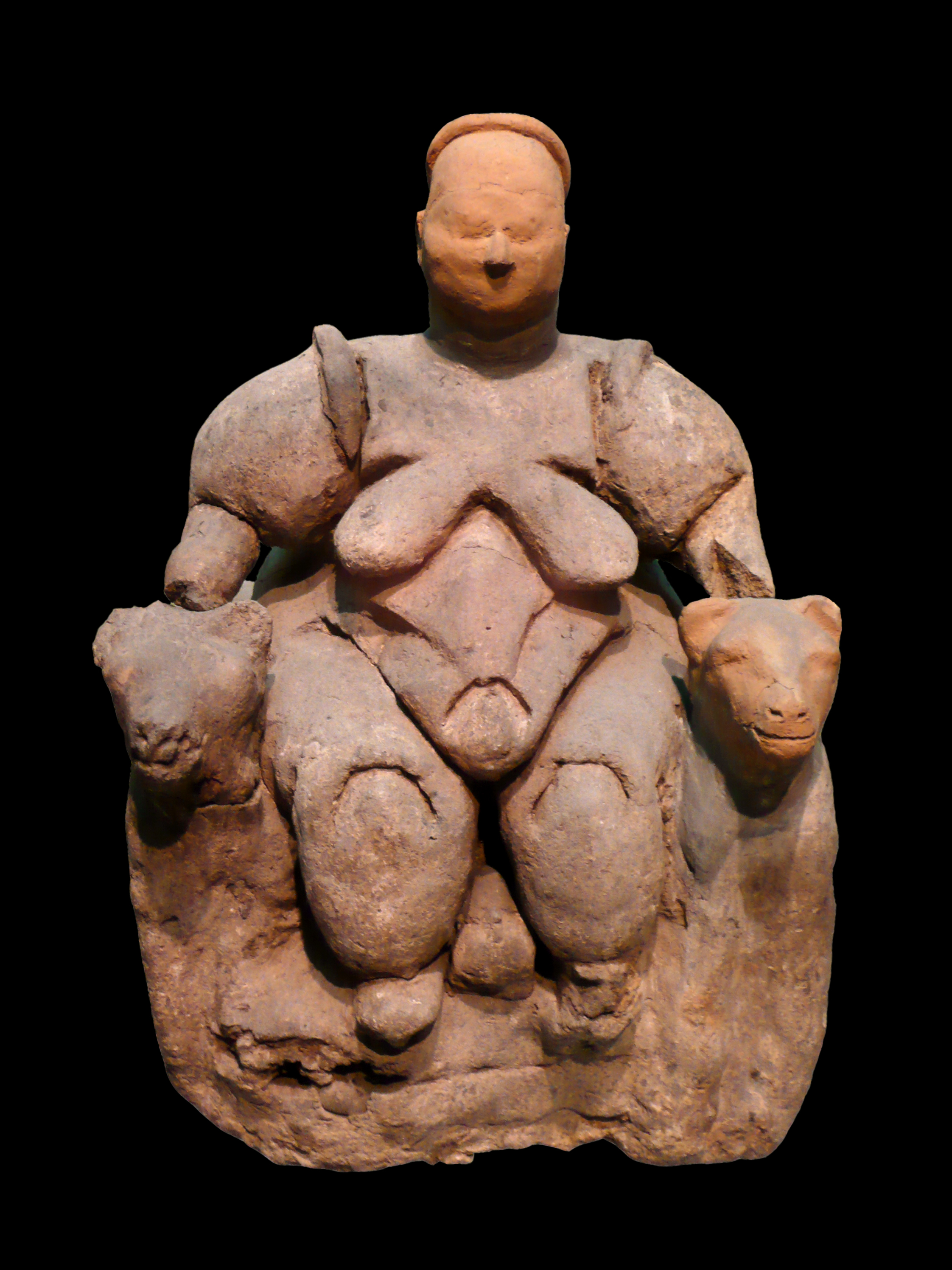
Çatal Höyük, figurine dite de la "Dame aux fauves"

Une nette évolution est cependant perceptible. De nouveaux villages peuplés d'agriculteurs-éleveurs sont fondés, par exemple près des gisements d'obsidienne du Göllüdag à Tepecik, mais aussi dans l'ouest de l'Anatolie, jusqu'au nord de la mer Egée, à Çukuriçi, à Ulucak, et à Uğurlu, et même au-delà puisque les plus anciennes attestations du Néolithique en Grèce, à Knossos, Franchthi et peut-être en Thessalie, datent de cette période.
La région de la mer de Marmara est également peuplée de communautés d'agropasteurs à cette période, avec le site de Barcın Höyük. Dans les deux cas, on suppose que le développement de ces sites est lié à une colonisation par des groupes venus d'ailleurs, mais dans la région de la mer de Marmara certains éléments suggèrent en outre une acculturation des derniers chasseurs-cueilleurs,,, perceptible par exemple dans les traditions architecturales. L'occupation humaine dans cette région est également marquée par l'ouverture de cette mer sur la mer Noire, ce qui a bouleversé l'écosystème de l'ensemble de la région.
L'origine des groupes de colons est encore très discutée, en considérant l'outillage, l'architecture et les pratiques agricoles ou encore les pratiques rituelles, on suppose que les groupes qui s'installent dans la région de la mer de Marmara étaient originaires d'Anatolie centrale, alors que ceux présents dans les régions égéennes ont pu avoir des origines variées, à la fois d'Anatolie centrale mais aussi d'Anatolie du Sud. Ainsi, dans le centre de l'Anatolie et dans la région de la mer de Marmara, on connaît de nombreuses sépultures alors que dans l'ouest de l'Anatolie quasiment aucune sépulture n'est connue, ce qui témoigne de traditions funéraires très différentes. Les productions matérielles sont un autre élément important permettant de caractériser l'origine de ces groupes. Alors que la poterie était maîtrisée et généralisée depuis plusieurs siècles dans l'ensemble de l'Anatolie et le Levant, les premiers agropasteurs du bassin égéen en étaient dépourvus.
Des liens existaient déjà sur l'ensemble du bassin égéen et se sont rapidement intensifiés puisque l'obsidienne de l'île de Mélos parvenait jusque dans les sites de l'ouest de l'Anatolie,,.
La seconde moitié du 7e millénaire av. J.-C. est marquée par une intensification de l'occupation du territoire anatolien par des agriculteurs-éleveurs. Les sites de cette période sont en effet particulièrement nombreux. La culture matérielle, notamment la forme et les décors des poteries, permettent de définir plusieurs cultures, par exemple la culture de Fikirtepe (de) dans les régions du sud-est de la mer de Marmara.
C'est aussi à cette période que des groupes d'agriculteurs-éleveurs sans doute en partie venus d'Anatolie s'installent dans les Balkans, notamment en Thrace.
Il est probable que ces processus ne s'effectuent pas de manière régulière et continue, mais plutôt sous forme de vagues de peuplement successives dont l'origine précise reste encore à déterminer,. Plusieurs voies ont été empruntées par ces communautés, certaines ont traversé l'Anatolie, d'autres ont suivi les côtes méditerranéennes.
Ces différents courants sont perceptibles à travers l'analyse des vestiges archéologiques qui témoignent de traditions différentes, par exemple dans les espèces animales domestiquées qui sont différentes d'une région à une autre ou encore dans les techniques de réalisation, les formes et les décors des poteries.
Les raisons qui expliquent ces différentes vagues de peuplement néolithique sont sans doute multiples, les facteurs climatiques et les innovations dans le domaine de l'agriculture et de l'élevage ont sans doute joué un rôle, mais l'évolution de l'organisation sociale des différents groupes doit également être prise en compte.
Les études génétiques les plus récentes (2020) montrent qu'environ 6 500 ans av. J.-C., les populations d'Anatolie et du Caucase du Sud commencent à se mélanger génétiquement, ce qui a pour conséquence un mélange distinct qui se propage progressivement  dans toute la région, du centre de l'Anatolie au sud du Caucase et aux montagnes de Zagros dans le nord de l'Iran d'aujourd'hui,.

## Chalcolithique
La période chalcolithique, qui commence autour de 6000 av. J.-C. et dont le début correspond à celui de l'Early Central Anatolia IV, doit son nom à l'histoire de la recherche. Sur la base de plusieurs sites ou niveaux d'occupation de site, on a supposé que cette phase marquait le développement de sociétés hiérarchisées et le développement de la métallurgie. Or, les recherches ont montré qu'il n'y avait pas de véritable rupture à cette période, les sociétés n'étant ni plus ni moins hiérarchisées que dans les siècles précédents. La métallurgie n'est pas attestée, on ne recense que quelques éléments en cuivre natif dont la réalisation ne nécessite pas la maîtrise de la fonte du métal. Ce type d'objets était déjà présent de manière sporadique au PPNB.
Les sites occupés à cette période sont les mêmes que lors de la période précédente. Un changement notable est perceptible à Çatal Höyük, le tell Ouest accueille désormais la population du village et le tell Est est progressivement abandonné. Le site est alors nettement moins étendu que lors des périodes précédentes et, en parallèle, de nombreux villages se développent dans la plaine de Konya.
L'évènement le plus marquant de cette période est le brutal abandon de la quasi-totalité des sites de l'ouest de l'Anatolie, jusqu'à la région de Burdur, autour de 5700 av. J.-C. Dans plusieurs cas, cet abandon correspond à des épisodes de destruction et à la construction de fortifications, ce qui suggère une phase de conflits généralisés. Jusqu'à présent, aucun nouveau site daté de cette période n'est connu dans ces régions. Plusieurs hypothèses ont été émises pour expliquer ce hiatus dans le peuplement de l'ouest de l'Anatolie, notamment l'hypothèse d'une crise climatique, mais l'important événement climatique de 8200 AP précède très largement cette rupture.
Il faut attendre plusieurs siècles avant de voir le développement de nouveaux sites ou la réoccupation de sites occupés anciennement, et encore, pas dans toutes les régions. Dans la zone d'Izmir, les preuves de peuplement n'apparaissent de nouveau qu'à partir du IVe millénaire av. J.-C.
La fin du Ve et le IVe millénaire av. J.-C. dans l'ensemble de l'Anatolie se caractérisent par une mosaïque de cultures archéologiques définies avant tout par les formes et les décors des poteries, et dans une moindre mesure par d'autres productions matérielles ou par l'architecture. Le mode de vie des populations est globalement identique à celui des siècles précédents, il s'agit de communautés d'agriculteurs-éleveurs. L'organisation sociale est mal connue, mais il n'y a pas de signe évident d'une hiérarchisation sociale marquée.
La documentation de ces périodes reste cependant extrêmement inégale selon les régions. La plupart des sites ne sont connus que par des prospections et n'ont pas fait l'objet de fouilles archéologiques.
Dans d'autres régions, par exemple celle d'Antalya et de Burdur, on observe une nouvelle phase d'abandon en lien avec l'incendie des villages vers la fin du Chalcolithique. L'absence de sites après cette période est mise en relation avec la présence supposée de nomades dont les habitations n'auraient laissées que très peu de traces archéologiques.
Cependant, le manque de données dans certaines régions, par exemple dans l'ouest de l'Anatolie, est sans doute au moins en partie lié à l'état de la recherche.

## Âge du bronze ancien

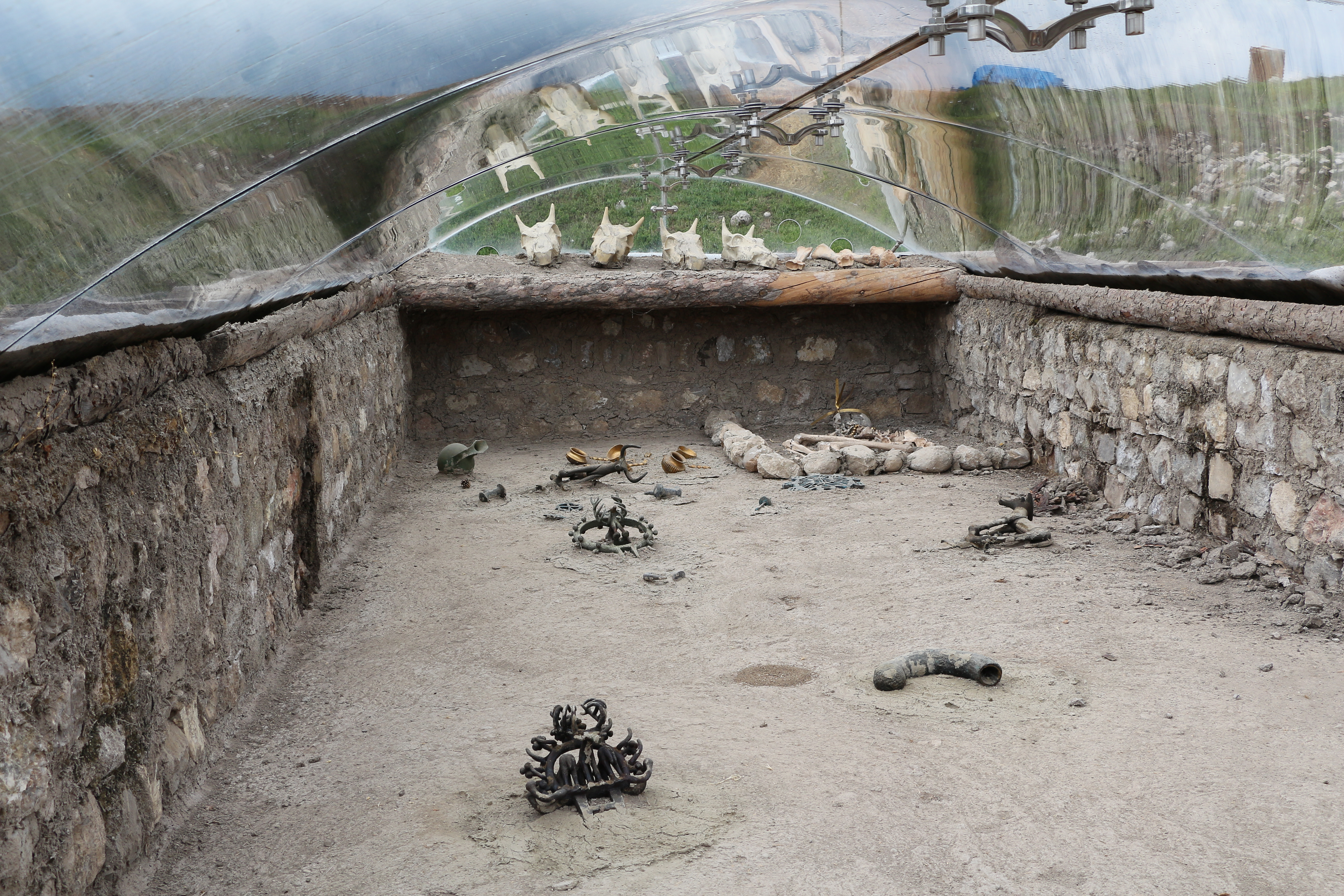
Une tombe royale d'Alaca Höyük

L'Âge du bronze débute autour de 3200 av. J.-C. Il correspond à un développement de différentes cultures dont plusieurs témoignent d'une hiérarchisation importante et de la diffusion de l'urbanisation.
Dans le sud-est de l'Anatolie, ces cultures sont marquées par leurs relations avec les cultures mésopotamiennes, notamment celle d'Uruk. Ces relations sont, par exemple, particulièrement perceptibles à Arslantepe.
Cette période est contemporaine du développement de la culture Kouro-Araxe, centrée sur le Caucase mais dont l'extension atteint l'est de l'Anatolie, avec des sites comme Sos Höyük,.
À l'autre extrémité de l'Anatolie, le site de Troie est fondé à cette période. C'est dans cette région que se trouvent les plus anciens objets en bronze connus, en dehors de quelques objets documentés dans les Balkans. L'alliage du cuivre et de l'étain pour la réalisation de ces objets a pu être facilité par la proximité et l'abondance des gisements de ces deux métaux.
La suite de la période témoigne d'un développement encore plus marqué de la hiérarchisation. Les tombes d'Alaca Höyük, dans la région de Çorum, sont datées autour de 2400 à 2200 av. J.-C. Elles témoignent des pratiques funéraires réservées à l'élite du peuple Hatti, dont plusieurs sites sont connus dans la même aire géographique, comme Hassum, Kanesh, Purushanda, et Zalwar.
Le commerce avec Sumer est alors particulièrement développé.
L'influence des cultures mésopotamiennes et le dynamisme des communautés anatoliennes conduisent à la période suivante au développement de sociétés étatiques, pavant la voie pour l'émergence de l'empire hittite. Associé à la maîtrise de l'écriture, ces changements marquent l'entrée de l'Anatolie dans la période historique durant l'âge du Bronze moyen (première moitié du IIe millénaire av. J.-C.).